# Strade Bianche 2024
La 18e édition des Strade Bianche, une course cycliste sur route masculine, a lieu le 2 mars 2024 en Italie. Elle fait partie du calendrier UCI World Tour 2024 en catégorie 1.UWT.

## Présentation

### Parcours
L'édition 2024 voit le parcours s'allonger d'une trentaine de kilomètres par rapport aux éditions précédentes et compter désormais 215 kilomètres avec l’ajout d’une boucle supplémentaire dans le final et la présence de quinze secteurs de chemins de terre (routes blanches ou chemins blancs) au lieu de onze l'année précédente, cumulant un total de 71,5 kilomètres. Le dénivelé positif passe de 3073 mètres à 3674 mètres.
Secteurs des Routes blanches (Strade bianche)
| Numéro du secteur | Nom                                           | Début (Km depuis le départ) | Longueur | Difficulté | Longueur de la pente (Km) | Pente. maximale |
| ----------------- | --------------------------------------------- | --------------------------- | -------- | ---------- | ------------------------- | --------------- |
| 1                 | Vidritta                                      | 14                          | 2,1      | *          | -                         | -               |
| 2                 | Bagnaia                                       | 21,3                        | 5,8      | ***        | 3,2                       | 15%             |
| 3                 | Radi                                          | 33,4                        | 4,4      | **         | 1.5                       | 12%             |
| 4                 | La Piana                                      | 44,1                        | 5,5      | **         | -                         | -               |
| 5                 | Lucignano d'Asso                              | 76,8                        | 11,9     | ***        | -                         | -               |
| 6                 | Pieve a Salti                                 | 89,7                        | 8,0      | ****       | 2                         | 11%             |
| 7                 | San Martino in Grania                         | 112,7                       | 9,5      | *****      | 5,6                       | 12%             |
| 8                 | Monte Sante Marie (secteur Fabian Cancellara) | 131,0                       | 11,5     | *****      | 4,5                       | 18%             |
| 9                 | Monteaperti                                   | 161,3                       | 0,8      | **         | 0,6                       | 13%             |
| 10                | Colle Pinzuto                                 | 165,7                       | 2,4      | ****       | 2,5                       | 15%             |
| 11                | Le Tolfe                                      | 171,9                       | 1,1      | ****       | 0,5                       | 18%             |
| 12                | Strada del Castagno                           | 175,4                       | 0,7      | ***        | -                         |                 |
| 13                | Montechiaro                                   | 189,2                       | 3,3      | **         | -                         |                 |
| 14                | Colle Pinzuto                                 | 195,9                       | 2,4      | ****       | 2,5                       | 15%             |
| 15                | Le Tolfe                                      | 202,2                       | 1,1      | ****       | 0,5                       | 18%             |

### Équipes
25 équipes sont au départ de la course, avec les 18 UCI WorldTeams et 7 UCI ProTeams :
| WorldTeams (18)- Alpecin-Deceuninck - Arkéa-B&B Hotels - Astana Qazaqstan Team - Bahrain Victorious - Bora-Hansgrohe - Cofidis - Decathlon-AG2R La Mondiale - EF Education-EasyPost - Groupama-FDJ - Ineos Grenadiers - Intermarché-Wanty - Lidl-Trek - Movistar Team - Soudal Quick-Step - Team dsm-firmenich PostNL - Team Jayco AlUla - Team Visma \| Lease a Bike - UAE Team Emirates ProTeams (7)- Israel-Premier Tech - Lotto Dstny - Q36.5 Pro Cycling Team - Corratec-Vini Fantini - Polti Kometa - Tudor Pro Cycling Team - Uno-X Mobility |
| |

### Principaux favoris
Le Slovène numéro 1 mondial Tadej Pogačar (UAE Emirates), vainqueur en 2022, est le grand favori du jour pour sa première course de 2024. Il devra toutefois se méfier du Britannique Tom Pidcock (Ineos Grenadiers), le vainqueur en titre. Parmi les autres favoris et outsiders, on peut citer le Slovène Matej Mohorič (Bahrain Victorious), Tim Wellens, équipier de Pogačar, le champion de Hongrie Attila Valter (Visma Lease a Bike) et son coéquipier français Christophe Laporte, l'Italien Alberto Bettiol (EF Education) et ses équipiers américain Neilson Powless et irlandais Ben Healy, le Colombien Daniel Martínez (Bora-Hansgrohe), l'Américain Magnus Sheffield (Ineos Grenadiers), le Français Romain Grégoire (Groupama FDJ), le Belge Lennert Van Eetvelt (Lotto Dstny), le Letton Toms Skujiņš (Lidl-Trek) et le Danois Kasper Asgreen (Soudal Quick-Step). En plus de Pogačar et de Pidcock, deux autres anciens vainqueurs sont aussi au départ : Julian Alaphilippe et Michał Kwiatkowski.

## Déroulement de la course
À 81 kilomètres de l'arrivée, dans le secteur no 8 de routes blanches des Monte Sante Marie, Tadej Pogačar part seul à l'attaque et creuse rapidement et progressivement un écart important sur ses poursuivants. Dix kilomètres plus loin, il compte déjà 1 min 30 sec sur Maxim Van Gils et 1 min 55 sec sur le reste des poursuivants. À 50 kilomètres de l'arrivée, le Slovène possède une avance de 2 min 40 sec sur une quinzaine de poursuivants. À 30 kilomètres du terme, Pogačar a porté son avantage à 3 min 30 sec sur Van Gils, de nouveau seul en contre-attaque, et 4 minutes sur un groupe d'une douzaine d'hommes. Van Gils est rejoint par Toms Skujiņš à 23 km de l'arrivée derrière Pogačar qui compte toujours plus de trois minutes d'avance. Auteur d'un raid en solitaire de plus de 80 kilomètres, Tadej Pogačar s'impose pour la seconde fois à Sienne. Dans la dernière montée dans les rues de Sienne, Toms Skujiņš prend quelques longueurs à Maxim Van Gils et termine deuxième.

## Classements

### Classement final
| \| Classement général \| Classement général \| Classement général \| Classement général \| Classement général \| \| Coureur \| Coureur \| Pays \| Équipe \| Temps \| \| ------------------ \| ------------------ \| ------------------ \| -------------------------- \| ------------------ \| \| 1er \| Tadej Pogačar \| Slovénie \| UAE Team Emirates \| 5 h 19 min 45 s \| \| 2e \| Toms Skujiņš \| Lettonie \| Lidl-Trek \| + 2 min 44 s \| \| 3e \| Maxim Van Gils \| Belgique \| Lotto Dstny \| + 2 min 47 s \| \| 4e \| Tom Pidcock \| Royaume-Uni \| Ineos Grenadiers \| + 3 min 50 s \| \| 5e \| Matej Mohorič \| Slovénie \| Bahrain Victorious \| + 4 min 26 s \| \| 6e \| Benoît Cosnefroy \| France \| Decathlon-AG2R La Mondiale \| + 4 min 39 s \| \| 7e \| Davide Formolo \| Italie \| Movistar Team \| + 4 min 41 s \| \| 8e \| Lenny Martinez \| France \| Groupama-FDJ \| + 4 min 48 s \| \| 9e \| Filippo Zana \| Italie \| Team Jayco AlUla \| + 4 min 49 s \| \| 10e \| Christophe Laporte \| France \| Team Visma \\| Lease a Bike \| + 5 min 17 s \| |                    |             |                            |                 |
| |                    |             |                            |                 |
| Source : ProCyclingStats |                    |             |                            |                 |
| Classement général |                    |             |                            |                 |
| Coureur | Coureur            | Pays        | Équipe                     | Temps           |
| 1er | Tadej Pogačar      | Slovénie    | UAE Team Emirates          | 5 h 19 min 45 s |
| 2e | Toms Skujiņš       | Lettonie    | Lidl-Trek                  | + 2 min 44 s    |
| 3e | Maxim Van Gils     | Belgique    | Lotto Dstny                | + 2 min 47 s    |
| 4e | Tom Pidcock        | Royaume-Uni | Ineos Grenadiers           | + 3 min 50 s    |
| 5e | Matej Mohorič      | Slovénie    | Bahrain Victorious         | + 4 min 26 s    |
| 6e | Benoît Cosnefroy   | France      | Decathlon-AG2R La Mondiale | + 4 min 39 s    |
| 7e | Davide Formolo     | Italie      | Movistar Team              | + 4 min 41 s    |
| 8e | Lenny Martinez     | France      | Groupama-FDJ               | + 4 min 48 s    |
| 9e | Filippo Zana       | Italie      | Team Jayco AlUla           | + 4 min 49 s    |
| 10e | Christophe Laporte | France      | Team Visma \| Lease a Bike | + 5 min 17 s    |

### Classements UCI
La course attribue des points au Classement mondial UCI 2024 selon le barème suivant :
| Position           | 1er | 2e  | 3e  | 4e  | 5e  | 6e  | 7e  | 8e  | 9e | 10e | 11e | 12e | 13e | 14e | 15e | 16e à 20e | 21e à 30e | 31e à 50e | 51e à 55e | 56e à 60e |
| Classement général | 400 | 320 | 260 | 220 | 180 | 140 | 120 | 100 | 80 | 68  | 56  | 48  | 40  | 32  | 28  | 24        | 16        | 8         | 4         | 2         |

## Liste des participants
| Ineos Grenadiers IGD | Ineos Grenadiers IGD     | Ineos Grenadiers IGD |
| -------------------- | ------------------------ | -------------------- |
| Num                  | Coureur                  | Pos                  |
| 1                    | Tom Pidcock (GBR)        | 4e                   |
| 2                    | Thymen Arensman (NED)    | AB                   |
| 3                    | Geraint Thomas (GBR)     | 71e                  |
| 4                    | Kim Heiduk (GER)         | 72e                  |
| 5                    | Michał Kwiatkowski (POL) | AB                   |
| 6                    | Salvatore Puccio (ITA)   | AB                   |
| 7                    | Magnus Sheffield (USA)   | 18e                  |

| Alpecin-Deceuninck ADC | Alpecin-Deceuninck ADC      | Alpecin-Deceuninck ADC |
| ---------------------- | --------------------------- | ---------------------- |
| Num                    | Coureur                     | Pos                    |
| 11                     | Quinten Hermans (BEL)       | 69e                    |
| 12                     | Nicola Conci (ITA)          | HD                     |
| 13                     | Michael Gogl (AUT)          | 63e                    |
| 14                     | Juri Hollmann (GER)         | 87e                    |
| 15                     | Oscar Riesebeek (NED)       | AB                     |
| 16                     | Fabio Van den Bossche (BEL) | AB                     |
| 17                     | Gianni Vermeersch (BEL)     | 32e                    |

| Arkéa-B&B Hotels ARK | Arkéa-B&B Hotels ARK     | Arkéa-B&B Hotels ARK |
| -------------------- | ------------------------ | -------------------- |
| Num                  | Coureur                  | Pos                  |
| 21                   | Vincenzo Albanese (ITA)  | 97e                  |
| 22                   | Anthony Delaplace (FRA)  | AB                   |
| 23                   | Simon Guglielmi (FRA)    | AB                   |
| 24                   | Cristian Rodríguez (ESP) | AB                   |
| 25                   | Kévin Ledanois (FRA)     | AB                   |
| 26                   | Kévin Vauquelin (FRA)    | 21e                  |
| 27                   | Clément Venturini (FRA)  | 42e                  |

| Astana Qazaqstan Team AST | Astana Qazaqstan Team AST      | Astana Qazaqstan Team AST |
| ------------------------- | ------------------------------ | ------------------------- |
| Num                       | Coureur                        | Pos                       |
| 31                        | Simone Velasco (ITA) (route)   | 59e                       |
| 32                        | Yevgeniy Fedorov (KAZ)         | AB                        |
| 33                        | Gianmarco Garofoli (ITA)       | 33e                       |
| 34                        | Michele Gazzoli (ITA)          | AB                        |
| 35                        | Gleb Brussenskiy (KAZ) (route) | AB                        |
| 36                        | Harold Martín López (ECU)      | HD                        |
| 37                        | Ide Schelling (NED)            | 76e                       |

| Bora-Hansgrohe BOH | Bora-Hansgrohe BOH     | Bora-Hansgrohe BOH |
| ------------------ | ---------------------- | ------------------ |
| Num                | Coureur                | Pos                |
| 41                 | Sergio Higuita (COL)   | 34e                |
| 42                 | Giovanni Aleotti (ITA) | AB                 |
| 43                 | Cesare Benedetti (POL) | AB                 |
| 44                 | Patrick Gamper (AUT)   | AB                 |
| 45                 | Lennard Kämna (GER)    | 20e                |
| 46                 | Jonas Koch (GER)       | AB                 |
| 47                 | Daniel Martínez (COL)  | 37e                |

| Cofidis COF | Cofidis COF            | Cofidis COF |
| ----------- | ---------------------- | ----------- |
| Num         | Coureur                | Pos         |
| 51          | Guillaume Martin (FRA) | 67e         |
| 52          | Thomas Champion (FRA)  | 54e         |
| 53          | Eddy Finé (FRA)        | AB          |
| 54          | Jonathan Lastra (ESP)  | 98e         |
| 55          | Simon Geschke (GER)    | 52e         |
| 56          | Axel Mariault (FRA)    | AB          |
| 57          | Axel Zingle (FRA)      | 85e         |

| Team Corratec-Vini Fantini COR | Team Corratec-Vini Fantini COR | Team Corratec-Vini Fantini COR |
| ------------------------------ | ------------------------------ | ------------------------------ |
| Num                            | Coureur                        | Pos                            |
| 61                             | Valerio Conti (ITA)            | AB                             |
| 62                             | Davide Baldaccini (ITA)        | AB                             |
| 63                             | Niccolò Bonifazio (ITA)        | AB                             |
| 64                             | Valentin Darbellay (SUI)       | 84e                            |
| 65                             | Lorenzo Quartucci (ITA)        | 51e                            |
| 66                             | Kristian Sbaragli (ITA)        | 83e                            |
| 67                             | Mark Stewart (GBR)             | AB                             |

| Decathlon-AG2R La Mondiale DAT | Decathlon-AG2R La Mondiale DAT | Decathlon-AG2R La Mondiale DAT |
| ------------------------------ | ------------------------------ | ------------------------------ |
| Num                            | Coureur                        | Pos                            |
| 71                             | Benoît Cosnefroy (FRA)         | 6e                             |
| 72                             | Jaakko Hänninen (FIN)          | 88e                            |
| 73                             | Jordan Labrosse (FRA)          | AB                             |
| 74                             | Paul Lapeira (FRA)             | 74e                            |
| 75                             | Bastien Tronchon (FRA)         | 26e                            |
| 76                             | Andrea Vendrame (ITA)          | 22e                            |
| 77                             | Nans Peters (FRA)              | 28e                            |

| EF Education-EasyPost EFE | EF Education-EasyPost EFE | EF Education-EasyPost EFE |
| ------------------------- | ------------------------- | ------------------------- |
| Num                       | Coureur                   | Pos                       |
| 81                        | Richard Carapaz (ECU)     | 24e                       |
| 82                        | Alberto Bettiol (ITA)     | 70e                       |
| 83                        | Stefan de Bod (RSA)       | AB                        |
| 84                        | Ben Healy (IRL) (route)   | 12e                       |
| 85                        | Mikkel Honoré (DEN)       | 47e                       |
| 86                        | Neilson Powless (USA)     | 86e                       |
| 87                        | James Shaw (GBR)          | 78e                       |

| Groupama-FDJ GFC | Groupama-FDJ GFC               | Groupama-FDJ GFC |
| ---------------- | ------------------------------ | ---------------- |
| Num              | Coureur                        | Pos              |
| 91               | Valentin Madouas (FRA) (route) | 15e              |
| 92               | Lewis Askey (GBR)              | 104e             |
| 93               | Lorenzo Germani (ITA)          | 94e              |
| 94               | Romain Grégoire (FRA)          | 39e              |
| 95               | Lenny Martinez (FRA)           | 8e               |
| 96               | Olivier Le Gac (FRA)           | 73e              |
| 97               | Fabian Lienhard (SUI)          | 89e              |

| Intermarché-Wanty IWA | Intermarché-Wanty IWA   | Intermarché-Wanty IWA |
| --------------------- | ----------------------- | --------------------- |
| Num                   | Coureur                 | Pos                   |
| 101                   | Lorenzo Rota (ITA)      | 29e                   |
| 102                   | Francesco Busatto (ITA) | 14e                   |
| 103                   | Kevin Colleoni (ITA)    | AB                    |
| 104                   | Tom Paquot (BEL)        | AB                    |
| 105                   | Simone Petilli (ITA)    | 91e                   |
| 106                   | Dion Smith (NZL)        | 58e                   |
| 107                   | Rein Taaramäe (EST)     | AB                    |

| Israel-Premier Tech IPT | Israel-Premier Tech IPT | Israel-Premier Tech IPT |
| ----------------------- | ----------------------- | ----------------------- |
| Num                     | Coureur                 | Pos                     |
| 111                     | Stephen Williams (GBR)  | 75e                     |
| 112                     | Simon Clarke (AUS)      | 46e                     |
| 113                     | Marco Frigo (ITA)       | AB                      |
| 114                     | Krists Neilands (LAT)   | 16e                     |
| 115                     | Nadav Raisberg (ISR)    | 100e                    |
| 116                     | Riley Sheehan (USA)     | 105e                    |
| 117                     | Dylan Teuns (BEL)       | 23e                     |

| Lidl-Trek LTK | Lidl-Trek LTK               | Lidl-Trek LTK |
| ------------- | --------------------------- | ------------- |
| Num           | Coureur                     | Pos           |
| 121           | Andrea Bagioli (ITA)        | 82e           |
| 122           | Fabio Felline (ITA)         | AB            |
| 123           | Jacopo Mosca (ITA)          | 60e           |
| 124           | Quinn Simmons (USA) (route) | AB            |
| 125           | Toms Skujiņš (LAT)          | 2e            |
| 126           | Edward Theuns (BEL)         | AB            |
| 127           | Mathias Vacek (CZE) (route) | AB            |

| Lotto Dstny LTD | Lotto Dstny LTD           | Lotto Dstny LTD |
| --------------- | ------------------------- | --------------- |
| Num             | Coureur                   | Pos             |
| 131             | Maxim Van Gils (BEL)      | 3e              |
| 132             | Jenno Berckmoes (BEL)     | 92e             |
| 133             | Logan Currie (NZL)        | 65e             |
| 134             | Johannes Adamietz (GER)   | AB              |
| 135             | Arjen Livyns (BEL)        | AB              |
| 136             | Lennert Van Eetvelt (BEL) | 11e             |
| 137             | Sylvain Moniquet (BEL)    | AB              |

| Movistar Team MOV | Movistar Team MOV         | Movistar Team MOV |
| ----------------- | ------------------------- | ----------------- |
| Num               | Coureur                   | Pos               |
| 141               | Davide Formolo (ITA)      | 7e                |
| 142               | Carlos Canal (ESP)        | 25e               |
| 143               | Iván García Cortina (ESP) | 43e               |
| 144               | Nélson Oliveira (POR)     | 36e               |
| 145               | Vinicius Rangel (BRA)     | 102e              |
| 146               | Sergio Samitier (ESP)     | 93e               |
| 147               | Gonzalo Serrano (ESP)     | 35e               |

| Q36.5 Pro Cycling Team Q36 | Q36.5 Pro Cycling Team Q36 | Q36.5 Pro Cycling Team Q36 |
| -------------------------- | -------------------------- | -------------------------- |
| Num                        | Coureur                    | Pos                        |
| 151                        | Gianluca Brambilla (ITA)   | AB                         |
| 152                        | Walter Calzoni (ITA)       | AB                         |
| 153                        | Filippo Conca (ITA)        | 62e                        |
| 154                        | David de la Cruz (ESP)     | AB                         |
| 155                        | Mark Donovan (GBR)         | 45e                        |
| 156                        | Alessandro Fancellu (ITA)  | AB                         |
| 157                        | James Whelan (AUS)         | AB                         |

| Soudal Quick-Step SOQ | Soudal Quick-Step SOQ    | Soudal Quick-Step SOQ |
| --------------------- | ------------------------ | --------------------- |
| Num                   | Coureur                  | Pos                   |
| 161                   | Julian Alaphilippe (FRA) | AB                    |
| 162                   | Kasper Asgreen (DEN)     | 40e                   |
| 163                   | Josef Černý (CZE)        | AB                    |
| 164                   | Antoine Huby (FRA)       | 56e                   |
| 165                   | Paul Magnier (FRA)       | AB                    |
| 166                   | Pieter Serry (BEL)       | AB                    |
| 167                   | Mauri Vansevenant (BEL)  | 41e                   |

| Team dsm-firmenich PostNL DFP | Team dsm-firmenich PostNL DFP | Team dsm-firmenich PostNL DFP |
| ----------------------------- | ----------------------------- | ----------------------------- |
| Num                           | Coureur                       | Pos                           |
| 171                           | Romain Bardet (FRA)           | 17e                           |
| 172                           | Warren Barguil (FRA)          | AB                            |
| 173                           | Romain Combaud (FRA)          | AB                            |
| 174                           | Bram Welten (NED)             | AB                            |
| 175                           | Chris Hamilton (AUS)          | 64e                           |
| 176                           | Frank van den Broek (NED)     | 61e                           |
| 177                           | Kevin Vermaerke (USA)         | 30e                           |

| Team Jayco AlUla JAY | Team Jayco AlUla JAY          | Team Jayco AlUla JAY |
| -------------------- | ----------------------------- | -------------------- |
| Num                  | Coureur                       | Pos                  |
| 181                  | Davide De Pretto (ITA)        | AB                   |
| 182                  | Lawson Craddock (USA)         | AB                   |
| 183                  | Alessandro De Marchi (ITA)    | 81e                  |
| 184                  | Felix Engelhardt (GER)        | AB                   |
| 185                  | Christopher Juul Jensen (DEN) | AB                   |
| 186                  | Rudy Porter (AUS)             | 53e                  |
| 187                  | Filippo Zana (ITA)            | 9e                   |

| Team Polti Kometa PTK | Team Polti Kometa PTK       | Team Polti Kometa PTK |
| --------------------- | --------------------------- | --------------------- |
| Num                   | Coureur                     | Pos                   |
| 191                   | Davide De Cassan (ITA)      | AB                    |
| 192                   | Erik Fetter (HUN)           | AB                    |
| 193                   | Germán Darío Gómez (COL)    | AB                    |
| 194                   | Francisco Muñoz Llana (ESP) | 79e                   |
| 195                   | Andrea Pietrobon (ITA)      | HD                    |
| 196                   | Álex Martín (ESP)           | AB                    |
| 197                   | Diego Pablo Sevilla (ESP)   | AB                    |

| Team Visma \| Lease a Bike TVL | Team Visma \| Lease a Bike TVL | Team Visma \| Lease a Bike TVL |
| ------------------------------ | ------------------------------ | ------------------------------ |
| Num                            | Coureur                        | Pos                            |
| 201                            | Christophe Laporte (FRA)       | 10e                            |
| 202                            | Sepp Kuss (USA)                | AB                             |
| 203                            | Bart Lemmen (NED)              | 44e                            |
| 204                            | Ben Tulett (GBR)               | 95e                            |
| 205                            | Tosh Van der Sande (BEL)       | AB                             |
| 206                            | Attila Valter (HUN) (route)    | 19e                            |
| 207                            | Julien Vermote (BEL)           | AB                             |

| Tudor Pro Cycling Team TUD | Tudor Pro Cycling Team TUD   | Tudor Pro Cycling Team TUD |
| -------------------------- | ---------------------------- | -------------------------- |
| Num                        | Coureur                      | Pos                        |
| 211                        | Nils Brun (SUI)              | 90e                        |
| 212                        | Lucas Eriksson (SWE) (route) | 66e                        |
| 213                        | Alexander Kamp (DEN)         | AB                         |
| 214                        | Sébastien Reichenbach (SUI)  | 55e                        |
| 215                        | Roland Thalmann (SUI)        | AB                         |
| 216                        | Hannes Wilksch (GER)         | 96e                        |
| 217                        | Luc Wirtgen (LUX)            | 31e                        |

| UAE Team Emirates UAD | UAE Team Emirates UAD       | UAE Team Emirates UAD |
| --------------------- | --------------------------- | --------------------- |
| Num                   | Coureur                     | Pos                   |
| 221                   | Tadej Pogačar (SLO) (route) | 1er                   |
| 222                   | Isaac Del Toro (MEX)        | AB                    |
| 223                   | Filippo Baroncini (ITA)     | 48e                   |
| 224                   | Jan Christen (SUI)          | AB                    |
| 225                   | Marc Hirschi (SUI) (route)  | 68e                   |
| 226                   | Domen Novak (SLO)           | AB                    |
| 227                   | Tim Wellens (BEL)           | 13e                   |

| Uno-X Mobility UXM | Uno-X Mobility UXM            | Uno-X Mobility UXM |
| ------------------ | ----------------------------- | ------------------ |
| Num                | Coureur                       | Pos                |
| 231                | Magnus Cort Nielsen (DEN)     | 27e                |
| 232                | Jonas Abrahamsen (NOR)        | 57e                |
| 233                | Martin Bugge Urianstad (NOR)  | 77e                |
| 234                | Odd Christian Eiking (NOR)    | 50e                |
| 235                | Markus Hoelgaard (NOR)        | 38e                |
| 236                | Jonas Iversby Hvideberg (NOR) | HD                 |
| 237                | Anders Johannessen (NOR)      | AB                 |

| Bahrain Victorious TBV | Bahrain Victorious TBV  | Bahrain Victorious TBV |
| ---------------------- | ----------------------- | ---------------------- |
| Num                    | Coureur                 | Pos                    |
| 241                    | Matej Mohorič (SLO)     | 5e                     |
| 242                    | Nicolò Buratti (ITA)    | AB                     |
| 243                    | Matevž Govekar (SLO)    | 101e                   |
| 244                    | Fran Miholjević (CRO)   | 99e                    |
| 245                    | Andrea Pasqualon (ITA)  | 80e                    |
| 246                    | Torstein Træen (NOR)    | 103e                   |
| 247                    | Edoardo Zambanini (ITA) | 49e                    |

| Ineos Grenadiers IGD | Ineos Grenadiers IGD     | Ineos Grenadiers IGD |
| -------------------- | ------------------------ | -------------------- |
| Num                  | Coureur                  | Pos                  |
| 1                    | Tom Pidcock (GBR)        | 4e                   |
| 2                    | Thymen Arensman (NED)    | AB                   |
| 3                    | Geraint Thomas (GBR)     | 71e                  |
| 4                    | Kim Heiduk (GER)         | 72e                  |
| 5                    | Michał Kwiatkowski (POL) | AB                   |
| 6                    | Salvatore Puccio (ITA)   | AB                   |
| 7                    | Magnus Sheffield (USA)   | 18e                  |

| Alpecin-Deceuninck ADC | Alpecin-Deceuninck ADC      | Alpecin-Deceuninck ADC |
| ---------------------- | --------------------------- | ---------------------- |
| Num                    | Coureur                     | Pos                    |
| 11                     | Quinten Hermans (BEL)       | 69e                    |
| 12                     | Nicola Conci (ITA)          | HD                     |
| 13                     | Michael Gogl (AUT)          | 63e                    |
| 14                     | Juri Hollmann (GER)         | 87e                    |
| 15                     | Oscar Riesebeek (NED)       | AB                     |
| 16                     | Fabio Van den Bossche (BEL) | AB                     |
| 17                     | Gianni Vermeersch (BEL)     | 32e                    |

| Arkéa-B&B Hotels ARK | Arkéa-B&B Hotels ARK     | Arkéa-B&B Hotels ARK |
| -------------------- | ------------------------ | -------------------- |
| Num                  | Coureur                  | Pos                  |
| 21                   | Vincenzo Albanese (ITA)  | 97e                  |
| 22                   | Anthony Delaplace (FRA)  | AB                   |
| 23                   | Simon Guglielmi (FRA)    | AB                   |
| 24                   | Cristian Rodríguez (ESP) | AB                   |
| 25                   | Kévin Ledanois (FRA)     | AB                   |
| 26                   | Kévin Vauquelin (FRA)    | 21e                  |
| 27                   | Clément Venturini (FRA)  | 42e                  |

| Astana Qazaqstan Team AST | Astana Qazaqstan Team AST      | Astana Qazaqstan Team AST |
| ------------------------- | ------------------------------ | ------------------------- |
| Num                       | Coureur                        | Pos                       |
| 31                        | Simone Velasco (ITA) (route)   | 59e                       |
| 32                        | Yevgeniy Fedorov (KAZ)         | AB                        |
| 33                        | Gianmarco Garofoli (ITA)       | 33e                       |
| 34                        | Michele Gazzoli (ITA)          | AB                        |
| 35                        | Gleb Brussenskiy (KAZ) (route) | AB                        |
| 36                        | Harold Martín López (ECU)      | HD                        |
| 37                        | Ide Schelling (NED)            | 76e                       |

| Bora-Hansgrohe BOH | Bora-Hansgrohe BOH     | Bora-Hansgrohe BOH |
| ------------------ | ---------------------- | ------------------ |
| Num                | Coureur                | Pos                |
| 41                 | Sergio Higuita (COL)   | 34e                |
| 42                 | Giovanni Aleotti (ITA) | AB                 |
| 43                 | Cesare Benedetti (POL) | AB                 |
| 44                 | Patrick Gamper (AUT)   | AB                 |
| 45                 | Lennard Kämna (GER)    | 20e                |
| 46                 | Jonas Koch (GER)       | AB                 |
| 47                 | Daniel Martínez (COL)  | 37e                |

| Cofidis COF | Cofidis COF            | Cofidis COF |
| ----------- | ---------------------- | ----------- |
| Num         | Coureur                | Pos         |
| 51          | Guillaume Martin (FRA) | 67e         |
| 52          | Thomas Champion (FRA)  | 54e         |
| 53          | Eddy Finé (FRA)        | AB          |
| 54          | Jonathan Lastra (ESP)  | 98e         |
| 55          | Simon Geschke (GER)    | 52e         |
| 56          | Axel Mariault (FRA)    | AB          |
| 57          | Axel Zingle (FRA)      | 85e         |

| Team Corratec-Vini Fantini COR | Team Corratec-Vini Fantini COR | Team Corratec-Vini Fantini COR |
| ------------------------------ | ------------------------------ | ------------------------------ |
| Num                            | Coureur                        | Pos                            |
| 61                             | Valerio Conti (ITA)            | AB                             |
| 62                             | Davide Baldaccini (ITA)        | AB                             |
| 63                             | Niccolò Bonifazio (ITA)        | AB                             |
| 64                             | Valentin Darbellay (SUI)       | 84e                            |
| 65                             | Lorenzo Quartucci (ITA)        | 51e                            |
| 66                             | Kristian Sbaragli (ITA)        | 83e                            |
| 67                             | Mark Stewart (GBR)             | AB                             |

| Decathlon-AG2R La Mondiale DAT | Decathlon-AG2R La Mondiale DAT | Decathlon-AG2R La Mondiale DAT |
| ------------------------------ | ------------------------------ | ------------------------------ |
| Num                            | Coureur                        | Pos                            |
| 71                             | Benoît Cosnefroy (FRA)         | 6e                             |
| 72                             | Jaakko Hänninen (FIN)          | 88e                            |
| 73                             | Jordan Labrosse (FRA)          | AB                             |
| 74                             | Paul Lapeira (FRA)             | 74e                            |
| 75                             | Bastien Tronchon (FRA)         | 26e                            |
| 76                             | Andrea Vendrame (ITA)          | 22e                            |
| 77                             | Nans Peters (FRA)              | 28e                            |

| EF Education-EasyPost EFE | EF Education-EasyPost EFE | EF Education-EasyPost EFE |
| ------------------------- | ------------------------- | ------------------------- |
| Num                       | Coureur                   | Pos                       |
| 81                        | Richard Carapaz (ECU)     | 24e                       |
| 82                        | Alberto Bettiol (ITA)     | 70e                       |
| 83                        | Stefan de Bod (RSA)       | AB                        |
| 84                        | Ben Healy (IRL) (route)   | 12e                       |
| 85                        | Mikkel Honoré (DEN)       | 47e                       |
| 86                        | Neilson Powless (USA)     | 86e                       |
| 87                        | James Shaw (GBR)          | 78e                       |

| Groupama-FDJ GFC | Groupama-FDJ GFC               | Groupama-FDJ GFC |
| ---------------- | ------------------------------ | ---------------- |
| Num              | Coureur                        | Pos              |
| 91               | Valentin Madouas (FRA) (route) | 15e              |
| 92               | Lewis Askey (GBR)              | 104e             |
| 93               | Lorenzo Germani (ITA)          | 94e              |
| 94               | Romain Grégoire (FRA)          | 39e              |
| 95               | Lenny Martinez (FRA)           | 8e               |
| 96               | Olivier Le Gac (FRA)           | 73e              |
| 97               | Fabian Lienhard (SUI)          | 89e              |

| Intermarché-Wanty IWA | Intermarché-Wanty IWA   | Intermarché-Wanty IWA |
| --------------------- | ----------------------- | --------------------- |
| Num                   | Coureur                 | Pos                   |
| 101                   | Lorenzo Rota (ITA)      | 29e                   |
| 102                   | Francesco Busatto (ITA) | 14e                   |
| 103                   | Kevin Colleoni (ITA)    | AB                    |
| 104                   | Tom Paquot (BEL)        | AB                    |
| 105                   | Simone Petilli (ITA)    | 91e                   |
| 106                   | Dion Smith (NZL)        | 58e                   |
| 107                   | Rein Taaramäe (EST)     | AB                    |

| Israel-Premier Tech IPT | Israel-Premier Tech IPT | Israel-Premier Tech IPT |
| ----------------------- | ----------------------- | ----------------------- |
| Num                     | Coureur                 | Pos                     |
| 111                     | Stephen Williams (GBR)  | 75e                     |
| 112                     | Simon Clarke (AUS)      | 46e                     |
| 113                     | Marco Frigo (ITA)       | AB                      |
| 114                     | Krists Neilands (LAT)   | 16e                     |
| 115                     | Nadav Raisberg (ISR)    | 100e                    |
| 116                     | Riley Sheehan (USA)     | 105e                    |
| 117                     | Dylan Teuns (BEL)       | 23e                     |

| Lidl-Trek LTK | Lidl-Trek LTK               | Lidl-Trek LTK |
| ------------- | --------------------------- | ------------- |
| Num           | Coureur                     | Pos           |
| 121           | Andrea Bagioli (ITA)        | 82e           |
| 122           | Fabio Felline (ITA)         | AB            |
| 123           | Jacopo Mosca (ITA)          | 60e           |
| 124           | Quinn Simmons (USA) (route) | AB            |
| 125           | Toms Skujiņš (LAT)          | 2e            |
| 126           | Edward Theuns (BEL)         | AB            |
| 127           | Mathias Vacek (CZE) (route) | AB            |

| Lotto Dstny LTD | Lotto Dstny LTD           | Lotto Dstny LTD |
| --------------- | ------------------------- | --------------- |
| Num             | Coureur                   | Pos             |
| 131             | Maxim Van Gils (BEL)      | 3e              |
| 132             | Jenno Berckmoes (BEL)     | 92e             |
| 133             | Logan Currie (NZL)        | 65e             |
| 134             | Johannes Adamietz (GER)   | AB              |
| 135             | Arjen Livyns (BEL)        | AB              |
| 136             | Lennert Van Eetvelt (BEL) | 11e             |
| 137             | Sylvain Moniquet (BEL)    | AB              |

| Movistar Team MOV | Movistar Team MOV         | Movistar Team MOV |
| ----------------- | ------------------------- | ----------------- |
| Num               | Coureur                   | Pos               |
| 141               | Davide Formolo (ITA)      | 7e                |
| 142               | Carlos Canal (ESP)        | 25e               |
| 143               | Iván García Cortina (ESP) | 43e               |
| 144               | Nélson Oliveira (POR)     | 36e               |
| 145               | Vinicius Rangel (BRA)     | 102e              |
| 146               | Sergio Samitier (ESP)     | 93e               |
| 147               | Gonzalo Serrano (ESP)     | 35e               |

| Q36.5 Pro Cycling Team Q36 | Q36.5 Pro Cycling Team Q36 | Q36.5 Pro Cycling Team Q36 |
| -------------------------- | -------------------------- | -------------------------- |
| Num                        | Coureur                    | Pos                        |
| 151                        | Gianluca Brambilla (ITA)   | AB                         |
| 152                        | Walter Calzoni (ITA)       | AB                         |
| 153                        | Filippo Conca (ITA)        | 62e                        |
| 154                        | David de la Cruz (ESP)     | AB                         |
| 155                        | Mark Donovan (GBR)         | 45e                        |
| 156                        | Alessandro Fancellu (ITA)  | AB                         |
| 157                        | James Whelan (AUS)         | AB                         |

| Soudal Quick-Step SOQ | Soudal Quick-Step SOQ    | Soudal Quick-Step SOQ |
| --------------------- | ------------------------ | --------------------- |
| Num                   | Coureur                  | Pos                   |
| 161                   | Julian Alaphilippe (FRA) | AB                    |
| 162                   | Kasper Asgreen (DEN)     | 40e                   |
| 163                   | Josef Černý (CZE)        | AB                    |
| 164                   | Antoine Huby (FRA)       | 56e                   |
| 165                   | Paul Magnier (FRA)       | AB                    |
| 166                   | Pieter Serry (BEL)       | AB                    |
| 167                   | Mauri Vansevenant (BEL)  | 41e                   |

| Team dsm-firmenich PostNL DFP | Team dsm-firmenich PostNL DFP | Team dsm-firmenich PostNL DFP |
| ----------------------------- | ----------------------------- | ----------------------------- |
| Num                           | Coureur                       | Pos                           |
| 171                           | Romain Bardet (FRA)           | 17e                           |
| 172                           | Warren Barguil (FRA)          | AB                            |
| 173                           | Romain Combaud (FRA)          | AB                            |
| 174                           | Bram Welten (NED)             | AB                            |
| 175                           | Chris Hamilton (AUS)          | 64e                           |
| 176                           | Frank van den Broek (NED)     | 61e                           |
| 177                           | Kevin Vermaerke (USA)         | 30e                           |

| Team Jayco AlUla JAY | Team Jayco AlUla JAY          | Team Jayco AlUla JAY |
| -------------------- | ----------------------------- | -------------------- |
| Num                  | Coureur                       | Pos                  |
| 181                  | Davide De Pretto (ITA)        | AB                   |
| 182                  | Lawson Craddock (USA)         | AB                   |
| 183                  | Alessandro De Marchi (ITA)    | 81e                  |
| 184                  | Felix Engelhardt (GER)        | AB                   |
| 185                  | Christopher Juul Jensen (DEN) | AB                   |
| 186                  | Rudy Porter (AUS)             | 53e                  |
| 187                  | Filippo Zana (ITA)            | 9e                   |

| Team Polti Kometa PTK | Team Polti Kometa PTK       | Team Polti Kometa PTK |
| --------------------- | --------------------------- | --------------------- |
| Num                   | Coureur                     | Pos                   |
| 191                   | Davide De Cassan (ITA)      | AB                    |
| 192                   | Erik Fetter (HUN)           | AB                    |
| 193                   | Germán Darío Gómez (COL)    | AB                    |
| 194                   | Francisco Muñoz Llana (ESP) | 79e                   |
| 195                   | Andrea Pietrobon (ITA)      | HD                    |
| 196                   | Álex Martín (ESP)           | AB                    |
| 197                   | Diego Pablo Sevilla (ESP)   | AB                    |

| Team Visma \| Lease a Bike TVL | Team Visma \| Lease a Bike TVL | Team Visma \| Lease a Bike TVL |
| ------------------------------ | ------------------------------ | ------------------------------ |
| Num                            | Coureur                        | Pos                            |
| 201                            | Christophe Laporte (FRA)       | 10e                            |
| 202                            | Sepp Kuss (USA)                | AB                             |
| 203                            | Bart Lemmen (NED)              | 44e                            |
| 204                            | Ben Tulett (GBR)               | 95e                            |
| 205                            | Tosh Van der Sande (BEL)       | AB                             |
| 206                            | Attila Valter (HUN) (route)    | 19e                            |
| 207                            | Julien Vermote (BEL)           | AB                             |

| Tudor Pro Cycling Team TUD | Tudor Pro Cycling Team TUD   | Tudor Pro Cycling Team TUD |
| -------------------------- | ---------------------------- | -------------------------- |
| Num                        | Coureur                      | Pos                        |
| 211                        | Nils Brun (SUI)              | 90e                        |
| 212                        | Lucas Eriksson (SWE) (route) | 66e                        |
| 213                        | Alexander Kamp (DEN)         | AB                         |
| 214                        | Sébastien Reichenbach (SUI)  | 55e                        |
| 215                        | Roland Thalmann (SUI)        | AB                         |
| 216                        | Hannes Wilksch (GER)         | 96e                        |
| 217                        | Luc Wirtgen (LUX)            | 31e                        |

| UAE Team Emirates UAD | UAE Team Emirates UAD       | UAE Team Emirates UAD |
| --------------------- | --------------------------- | --------------------- |
| Num                   | Coureur                     | Pos                   |
| 221                   | Tadej Pogačar (SLO) (route) | 1er                   |
| 222                   | Isaac Del Toro (MEX)        | AB                    |
| 223                   | Filippo Baroncini (ITA)     | 48e                   |
| 224                   | Jan Christen (SUI)          | AB                    |
| 225                   | Marc Hirschi (SUI) (route)  | 68e                   |
| 226                   | Domen Novak (SLO)           | AB                    |
| 227                   | Tim Wellens (BEL)           | 13e                   |

| Uno-X Mobility UXM | Uno-X Mobility UXM            | Uno-X Mobility UXM |
| ------------------ | ----------------------------- | ------------------ |
| Num                | Coureur                       | Pos                |
| 231                | Magnus Cort Nielsen (DEN)     | 27e                |
| 232                | Jonas Abrahamsen (NOR)        | 57e                |
| 233                | Martin Bugge Urianstad (NOR)  | 77e                |
| 234                | Odd Christian Eiking (NOR)    | 50e                |
| 235                | Markus Hoelgaard (NOR)        | 38e                |
| 236                | Jonas Iversby Hvideberg (NOR) | HD                 |
| 237                | Anders Johannessen (NOR)      | AB                 |

| Bahrain Victorious TBV | Bahrain Victorious TBV  | Bahrain Victorious TBV |
| ---------------------- | ----------------------- | ---------------------- |
| Num                    | Coureur                 | Pos                    |
| 241                    | Matej Mohorič (SLO)     | 5e                     |
| 242                    | Nicolò Buratti (ITA)    | AB                     |
| 243                    | Matevž Govekar (SLO)    | 101e                   |
| 244                    | Fran Miholjević (CRO)   | 99e                    |
| 245                    | Andrea Pasqualon (ITA)  | 80e                    |
| 246                    | Torstein Træen (NOR)    | 103e                   |
| 247                    | Edoardo Zambanini (ITA) | 49e                    |